# Idegengyűlölet
Az idegengyűlölet vagy xenofóbia gyűlölet, félelem és megvetés az idegenekkel szemben vagy bármivel szemben, amit idegennek tartanak, továbbá az a meggyőződés, hogy bizonyos idegen csoportok és kultúrák veszélyt jelentenek a saját nemzetállam identitására és a társadalom integritására, mert nem tudnak békésen beilleszkedni a helyi társadalomba.
Enyhébb formájában az idegenekkel szembeni negatív érzelmet, tőlük való félelmet jelenti. Megnyilvánulása elkerülés, bizalmatlanság, esetleg nyílt agresszió. A xenofóbia nem csak egy etnikum ellen szól, bár az „idegen” meghatározása korban és társadalomban eltérő és nem mindig következetes.
A xenofóbia alapja, hogy kialakuljon a közösség erős „mi”-tudata, amellyel szembe helyezhető – oppozíciós – meghatározás a „mások, mint mi”. Természetesen az etnikum tudatossága nem feltétlenül vezet idegengyűlölethez. Fontos megjegyezni, hogy ezen erős xenofóbiához vezető identitástudatok nem voltak történelmi léptékben tartósak, illetve ezen tudatok alapja nem biológiai, hanem társadalmi gyökerekkel rendelkezik.
A történelem során számos formában megjelent, beleértve a vallási és etnikai csoportokkal szembeni diszkriminációt és erőszakot, a rasszista támadásokat, a xenofób csoportok létrehozását és a népirtást. Az idegengyűlölet egyik legismertebb formája az antiszemitizmus volt, a zsidókkal, mint vallási és etnikai csoportokkal szembeni ellenségesség vagy diszkrimináció. A holokauszt az idegengyűlölet egyik szörnyű eredménye lett, amikor a zsidókat, csakúgy mint a cigányokat és más kisebbségeket tömegesen öltek meg.
Az idegengyűlölet ma is létezik, szinte az egész világon. A fegyveres konfliktusokkal vagy gazdasági nehézségekkel küzdő területekről érkező migránsok és menekültek jelenléte sok országban idegengyűlölethez vezetett, de főleg Európában és az Egyesült Államokban. A szélsőjobboldali politikusok Európában és az Egyesült Államokban nyíltan idegengyűlölő magatartást hirdetnek és kirekesztő törvényeket hoznak. Európában az idegengyűlölet az iszlamofóbia révén is ismert. Az iszlamofóbia hívei azzal érvelnek, hogy a muszlimok nem illeszkednek be a többség által képviselt kultúrába és így veszélyt jelentenek arra.

## Etimológia
A xenophobia görög eredetű szó, a ξένος (xenosz) „idegen” és a φόβος (phobosz) „félelem” szavak összetétele, jelentése idegengyűlölet.

## Országonként és kultúrákként
Az idegengyűlölet mint szociális jelenség nyilvánvalóan az írásbeliség előtti időszakra nyúlik vissza, de jelenlétéről írásbeli feljegyzések az ókortól állnak rendelkezésre.

### Ókori görögök
A görög társadalomban az oppozíciós tudat kialakulása a perzsa (i. e. 5 század) és a föníciai háborúk idejére tehető. Ekkor a „xenos” megnevezés másik poliszból származó görögöt is jelölhetett, a „nem görög” emberekre inkább a „barbár” megnevezést használták (a szó eredete vitás). Ahogy a hellén közösség tudata a háborúk során és kulturális hatásokra (közös vallás, nyelv) megerősödött, úgy finomodott az idegen meghatározása. Ellenpéldák már ekkor is akadnak, a szofista Antiphón (filozófus) az i. e. 5. század végén így írt: „Természettől fogva egyenlőek vagyunk, barbárok és görögök egyaránt… hiszen valamennyien a szájunkon és az orrunkon keresztül veszünk levegőt, és a kezünkkel fogjuk meg az ennivalót mindnyájan”

### Kína
Kína esetében a 19. században alakult ki erős idegengyűlölet, amikor a sorozatos kudarc, megaláztatás és a külföldi kizsákmányolás miatt feltámadt nacionalista érzelmek a bokszerlázadásban csúcsosodtak ki. Itt a xenofób érzelmek a mandzsu Csing-dinasztia ellen is irányultak.

### Japán
Japán kezdetben mintaképnek tekintette a kínai kultúrát és társadalmat, de a 17–19. században a Tokugava sógunoknak köszönhetően az ország elszigetelődött a külvilágtól. Japánok – kevés kivétellel – nem utazhattak külföldre, és külföldiek nem utazhattak Japánba. Habár az 1868-as változások után a „Meidzsi” kormányzás képletesen és ténylegesen is megnyitotta Japán kapuit a külföld előtt, a japán társadalom ma is meglehetősen homogén, 99%-uk japán. 
Japánban retorikai szinten ma is jelen van az idegenekkel szembe helyezkedés, de tettlegességig ritkán fajul. A japán nyelv egyik tipikus xenofób meghatározása a „gaidzsin” (外人), ami „nem japán”-t vagy idegent jelent, és előfordulnak olyan (nem állami) intézmények, ahol angol tábla jelzi (No Gaijin Allowed - Japanese only!), hogy a „nem japánok” számára nem engedélyezett a belépés.

## Magyarország

### Menekültek

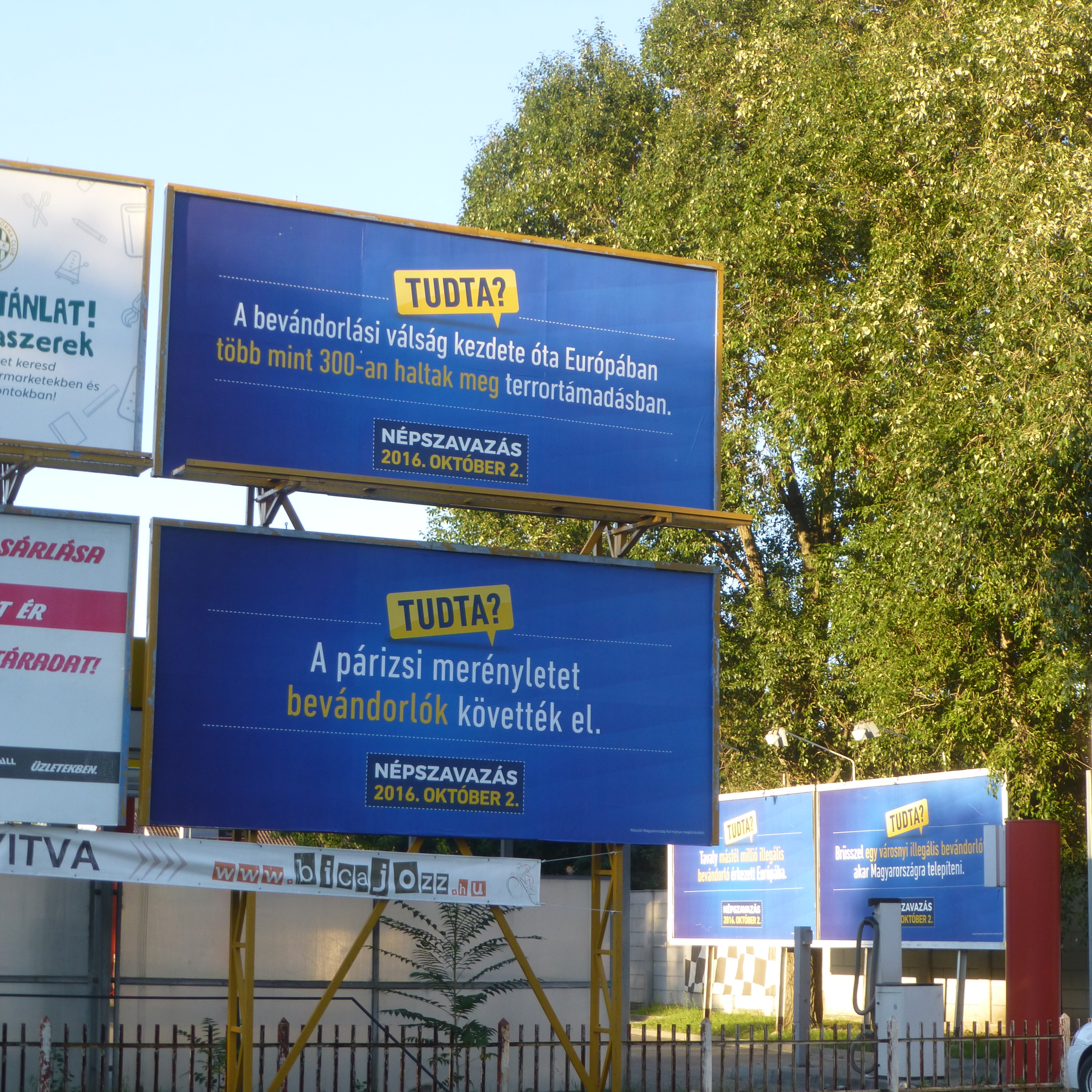
Politikai propagandaplakátok Magyarországon, 2016-ban

A menekült- és migránsellenes hangulat erős Magyarországon,  és az uszító kormányzati propaganda mellett a magyar hatóságokat azzal vádolják, hogy zord körülmények között tartották fogva a migránsokat, több esetben verést és egyéb erőszakot is jelentettek.
A negatv kampány nyomán a Pew Research Center felmérései arra utaltak, hogy az ország lakosainak többsége negatív nézeteket vall a menekültekről, migránsokról és a muszlimokról.
A 2015-ös menekültválság óta a Fidesz-KDNP vezette magyar kormány folyamatosan kampányol a háborúk elől menekülő emberek ellen. A széles körű negatív propaganda után 2016-ban népszavazást is tartottak a közel-keleti és afrikai menekültek, illetve bevándorlók letelepedésével kapcsolatban.
Orbán Viktor a magyarországi „etnikai homogenitás” megőrzéséről beszél, 2015 óta pedig kemény álláspontot képvisel a bevándorlással kapcsolatban is. Tusványosi beszédét, ahogy szembeállította Magyarország „tiszta faját” Nyugat-Európa „vegyes fajú világával” szemben, ahol utóbbiban az emberek keverednek, az Európai Unió, az Egyesült Államok, a zsidó csoportok és az akadémikusok is elítélték. Tanácsadója, Hegedüs Zsuzsa pedig „tiszta náci szöveg”-ként jellemezte és húsz év után felmondott neki.

### Romák
Más európai országokhoz hasonlóan a cigányok hátrányos helyzetbe kerültek, beleértve az egyenlőtlen bánásmódot, a diszkriminációt, a szegregációt és a zaklatást. A negatív sztereotípiák gyakran összefüggenek a magas roma munkanélküliséggel és hogy az állami segélyekre támaszkodnak. 
2008-ban és 2009-ben kilenc támadást követtek el a magyarországi romák ellen, amelyek halálos áldozatokat is eredményeztek. A Legfelsőbb Bíróság alapján a gyilkosságokat romaellenes érzelmek motiválták.

### Pirézek
Az ország leghíresebb xenofóbiával kapcsolatos társadalomkutatása a Tárki közvélemény-kutató cég által először 2006-ban végzett felmérés a pirézekről. A kutatás a nem létező piréz etnikum megalkotásával lehetővé tette, hogy felmérjék a hazai lakosság (ok nélküli) idegengyűlöletét. Mivel a pirézek nem léteznek, így senki számára nem volt racionális ok az elítélésükre, mégis, a mérlegelők 59 százaléka ellenezte a betelepülésüket. Igaz, ez az arány nem mutatja a tényleges idegengyűlölet mértékét, mert még így is jelentősen alatta maradt az ismert népek bevándorlását ellenzők arányának.